# Orfeo negro
Orfeo Negro (in francese Orphée noir; in portoghese Orfeu negro) è un film del 1959 diretto da Marcel Camus.
Ispirato a Orfeu da Conceição, pièce teatrale di Vinícius de Moraes, il film traspone in epoca moderna il mito di Orfeo ed Euridice.
Vincitore della Palma d'Oro 1959, si aggiudicò anche l'Oscar 1960 come miglior film in lingua non inglese in rappresentanza della Francia, benché girato in portoghese: in qualità di ciò è stato l'unico film lusofono a vincere un Oscar fino alla vittoria del film brasiliano Io sono ancora qui, per la medesima categoria, alla 97ª edizione della kermesse.

## Trama
Orfeo è un giovane tranviere di Rio de Janeiro che ama cantare e suonare la chitarra, e tra i ragazzini della favela dove abita circola la voce che sia lui, con l'armonia della sua musica, a far sorgere il sole. Alla vigilia del Carnevale arriva a Rio una graziosa ragazza, Euridice, venuta ufficialmente a trovare la cugina, ma in realtà lì per sfuggire a un uomo misterioso che la perseguita. Orfeo, pur essendo fidanzato con Mira, se ne innamora e la invita a danzare con lui nel Carnevale.
Durante le danze riappare l'uomo misterioso e, col suo costume raffigurante la Morte, terrorizza Euridice, che fugge e si nasconde nel deposito dei tram. Orfeo sopraggiunge e vorrebbe accendere le luci ma per errore innesta l'alta tensione ed Euridice muore folgorata. Orfeo cerca disperatamente il suo corpo e si fa aiutare da un anziano che lo conduce in una casa, consigliandogli di non voltarsi ma, sentendo la voce di Euridice, non resiste alla tentazione e guarda dietro le sue spalle: c'è solo una vecchia fattucchiera che, in un rito di macumba, emette la voce della donna morta. Finalmente Orfeo ritrova Euridice in un obitorio, la porta tra le braccia fino alla sua capanna sulla collina, ma Mira e le sue amiche lo aggrediscono facendolo precipitare nel burrone. Orfeo ed Euridice sono uniti nella morte, e un ragazzino amico di Orfeo prende la sua chitarra e, prima dell'alba, prende il posto di Orfeo sulla collina e con dita incerte inizia a suonare. La magia si compie ed ecco spuntare il sole, dando inizio a un nuovo giorno.

## Colonna sonora
Un elemento importante del film sono le canzoni di Antônio Carlos Jobim e Vinícius de Moraes e di Luiz Bonfá e Antônio Maria. Il film diede notorietà ai ritmi del samba e della bossa nova, decretando il successo di brani come Samba de Orfeo, Manhã de carnaval e A Felicidade cantati da Agostinho dos Santos. La musica del Brasile arrivò così ad attirare l'attenzione su di sé e nel 1962 due noti jazzisti, Stan Getz e Charlie Byrd, incisero il disco Jazz Samba, grazie al quale la bossa nova si diffuse negli Stati Uniti e nel mondo.

## Riconoscimenti
- Cannes 1959: Palma d'oro[1]
- Oscar 1960: Miglior film straniero
- Golden Globe 1960: Miglior film straniero